# Vol Air India Express 812
Le 22 mai 2010, le vol Air India Express 812, un vol international régulier reliant l'aéroport international de Dubaï, aux Émirats arabes unis, à l'aéroport international de Mangalore, en Inde, s'est écrasé lors de l'atterrissage à 6 h 30 (heure locale — UTC+5:30). Après que le commandant de bord a poursuivi une approche non stabilisée, le Boeing 737-800 effectuant le vol sort en bout de piste et tombe dans un ravin, où il explose et prend feu.
Sur les 166 passagers et membres d'équipage présents à bord, seuls 8 ont survécu à l'accident. C'est à la fois le premier accident mortel impliquant la compagnie Air India Express, mais également, à l'époque, le troisième accident aérien le plus meurtrier survenu en Inde.

## Avion et équipage
L'appareil impliqué est un Boeing 737-8HG (SFP), une version du 737-800 conçue pour atterrir dans des aéroports à pistes courtes, immatriculé VT-AXV et ayant comme numéro de série 36333. L'avion a volé pour la première fois le 20 décembre 2007 avec son immatriculation d'essai N1787B et a été livré à Air India Express, filiale de la compagnie nationale Air India en janvier 2008.
L'équipage du vol 812 se compose du commandant de bord Zlatko Glušica (55 ans), du copilote Harbinder Singh Ahluwalia (40 ans) et de quatre hôtesses de l'air dans la cabine.
Le commandant Glušica, qui a la double nationalité britannique/serbe, totalise plus de 10 000 heures de vol (dont plus de 7 500 heures en tant que commandant) à son actif, dont 2 440 heures sur Boeing 737.
Le copilote Ahluwalia est un ancien employé de Jet Airways, qui a rejoint Air India Express en 2009 et cumule 3 620 heures de vol, dont 3 319 heures sur 737. Les deux pilotes étaient basés à Mangalore.

## Accident

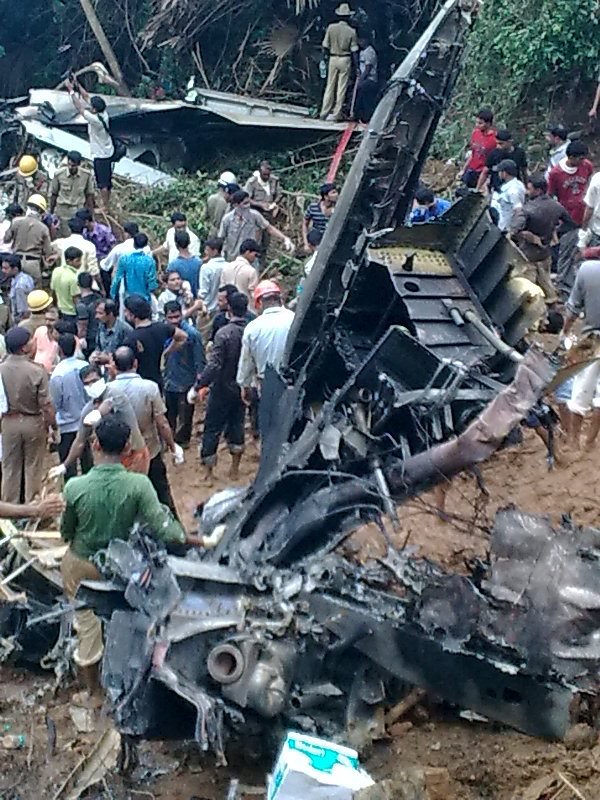
Site du crash du vol 812.

Le vol 812 a décollé comme prévu de l'aéroport international de Dubaï le 22 mai 2010 à 1 h 35. Après trois heures de vol, l'avion s'est posé sur la piste 24 de l'aéroport international de Mangalore à 6 h 30, en suivant une approche de type ILS. Il s'agit alors d'une piste plus longue (2 400 m) et plus récente que les autres piste de cet aéroport, qui a été ouverte aux vols commerciaux en 2006.
Les conditions météorologiques au moment de l'accident étaient normales, avec une visibilité de 3,7 milles (6 km), un vent calme et pas de précipitations à signaler.
Lors de l'atterrissage, l'avion s'est posé à environ 5 200 pieds (1 584 m) du seuil de la piste 24, ce qui n'a pas laissé une longueur de piste nécessaire pour permettre au 737 de s'arrêter à temps, qui a ensuite dérapé hors de la piste.
Le commandant a tenté en vain d'effectuer une remise de gaz, mais l'aile droite du 737 a heurté l'antenne ILS présente au bout de la piste, puis l'avion s'est écrasé dans une gorge située au bout de la piste, provoquant la désintégration de l'avion et un violent incendie qui a immédiatement formé un épais nuage de fumée autour de l'épave de l'appareil.

## Victimes
Outre les six membres d'équipage, 160 passagers se trouvaient à bord au moment de l'accident. Bien que 169 noms figuraient sur la liste des passagers, neuf d'entre eux ne sont pas montés à bord du vol 812. Tous les corps ont été extraits de l'épave de l'avion.
| Nationalité           | Victimes  | Victimes | Survivants | Total |
| Nationalité           | Passagers | Equipage | Survivants | Total |
| --------------------- | --------- | -------- | ---------- | ----- |
| Inde                  | 152       | 5        | 7          | 164   |
| Bangladesh            | 0         | 0        | 1          | 1     |
| Serbie et Royaume-Uni | 0         | 1        | 0          | 1     |
| Total                 | 152       | 6        | 8,         | 166   |

## Opération de secours

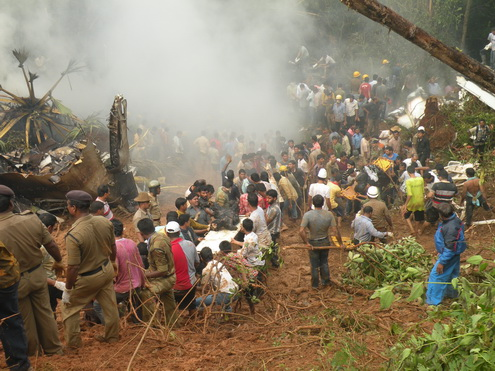
Les services publics, assistés par des volontaires locaux dans le cadre d'une opération conjointe de sauvetage, sur les lieux de l'accident du vol 812.

Les villageois locaux ont été parmi les premiers sur les lieux à aider les survivants, tandis qu'environ 15 camions de pompiers, 20 ambulances et 100 secouristes ont été immédiatement affectés aux opérations de sauvetage.
La Force centrale de sécurité industrielle (en) (CISF) a envoyé 150 personnes à Mangalore pour participer aux opérations de secours. L'ensemble des corps des victimes a été retrouvé sur le site de l'accident, le jour même.

## Enquête
Une équipe de responsables de la compagnie aérienne, du personnel et des responsables de la l'Autorité aéroportuaire indienne (en) (AAI) et des agents de la Direction générale de l'aviation civile indienne (en) (DGCA) ont été dépêchés sur les lieux pour enquêter sur l'accident et participer aux efforts de sauvetage. Boeing a également annoncé qu'une équipe serait envoyée pour fournir une assistance technique, à la suite d'une demande des autorités indiennes.
La DGCA a ordonné une enquête sur l'accident du vol 812, qui a débuté le même jour. Le Conseil national de la sécurité des transports (NTSB) américains a également contribué à l'enquête, en envoyant une équipe de spécialistes comprenant un enquêteur principal sur la sécurité aérienne, un spécialiste des opérations aériennes, un spécialiste des systèmes aéronautiques et plusieurs conseillers techniques de Boeing et de la Federal Aviation Administration (FAA).
L'enregistreur phonique (CVR) a été récupéré le 23 mai, et l'enregistreur de paramètre (FDR) deux jours plus tard. Les premières données de vol ont révélé que le 737 a atterri à au moins 5 200 pieds (1 600 m) au-delà du point de toucher de roue, habituellement utilisé par la plupart des avions atterrissant sur la nouvelle piste 24 de l'aéroport de Mangalore.
L'enquête révèle que la cause principale de cet accident est le fait que le commandant de bord n'a pas interrompu une approche non stabilisée, ainsi que sa persistance à poursuivre l'atterrissage, malgré les multiples alarmes de l'EGPWS et du copilote, qui a demandé à trois reprises au commandant d'interrompre l'approche et d'effectuer une remise de gaz.
L'enregistreur phonique a également révélé que le commandant de bord était endormi pendant une grande partie du vol, ce qui aurait pu entraîner une altération de son jugement, notamment en raison du laps de temps relativement court entre son réveil et le début de l'approche.
L'analyse des données de vols a finalement révélé que si les pilotes avaient appliqué l'inversion de poussée et un freinage manuel maximal lors de l'atterrissage, l'appareil aurait pu s'arrêter dans l'aire de sécurité d'extrémité de piste (en). Cependant, le commandant de bord a aggravé la situation, en tentant d'effectuer une remise des gaz à la suite du déploiement des inverseurs de poussée.